# Пантелеймоненко, Максим Сергеевич
Максим Сергеевич Пантелеймоненко (укр. Максим Сергійович Пантелеймоненко; 1 сентября 1981, Харьков) — украинский и российский волейболист, доигровщик, мастер спорта.

## Биография
Родился Максим Пантелеймоненко в Харькове, но заниматься волейболом начал в Полтаве. Первым тренером Максима был Владислав Андроникович Агасьянц. Начиная с первого занятия было видно, что парень обладает хорошими природными качествами и талантом. С группы, в которой тренировался Максим, также вышли Николай Павлов и Янина Журовская (Яковлева).
На вопрос как вы пришли в волейбол, Максим Пантелеймоненко ответил так:

В волейбол попал случайно. Я уже серьёзно занимался футболом и вовсю примерял на себя вратарские перчатки, когда меня заметил известный волейбольный специалист Владислав Андроникович Агасьянц. Он буквально силой затащил меня на тренировки, пришёл домой, убедил родителей в моей дальнейшей перспективе… Уже на первом курсе учёбы в академии я утвердился в том, что профессиональный волейбол — это моё будущее. 
В июле 1998 года в составе сборной Украины Максим Пантелеймоненко завоевал серебряную медаль на Всемирных юношеских играх в Москве. Первым клубом в карьере Максима стала харьковская «Юракадемия», за которую он играл в период с 1999 по 2005 год. Вместе с «Юракадемией» два раза подряд выигрывал Кубок Украины (2003, 2004). Затем переехал в Мариуполь, где выступал за «Маркохим» (сезон-2005/06) и «Азовсталь» (2006/07). В 2006 году выиграл третий в карьере Кубок Украины. Два года подряд признавался лучшим игроком Украины (2006, 2007). Играл за национальную сборную страны, в 2005 году участвовал в финальном турнире чемпионата Европы.
В сезоне-2007/08, после расформирования «Азовстали», переехал в Японию, где выступал за «Джапан Тобакко» (Хиросима) и выиграл Кубок Императора. После он отправился в Россию, где в сезоне-2008/09 выступал в составе команды «Югра-Самотлор» из Нижневартовска. По результатам чемпионата, в котором Пантелеймоненко занял пятое место в списке самых результативных игроков, клуб сохранил место в Суперлиге, однако отказался от участия на следующий год в сильнейшем дивизионе страны.
В 2009 году Максим принял российское гражданство и перешёл в казанский «Зенит». В своём дебютном сезоне в «Зените» стал чемпионом России и выиграл Кубок страны, на котором его назвали лучшим нападающим. В ноябре 2009 года казанцы также принимали участие на клубном чемпионате мира в Катаре и заняли третье место. В сезоне-2009/10 Максим пропустил всего 2 игры, в общей сложности сыграв 61 матч.
Сезон-2010/11 начинался для Максима Пантелеймоненко удачно — в первой же игре был взят Суперкубок России. Команда из Казани стартовала очень мощно, доведя свою выигрышную серию до 19 побед, но проиграла в полуфинале Кубка России «Локомотиву» из Новосибирска. При этом команда успешно выступала в Лиге чемпионов, дойдя до финала, где уступила сильнейшему в то время клубу — «Трентино» со счётом 1:3. В чемпионате России «Зенит» снова занял первое место. Максим отыграл за сезон 44 игры, но практически все матчи начинал со скамейки запасных.
Ввиду недостаточного игрового времени в Казани Максим Пантелеймоненко перешёл в «Факел» из Нового Уренгоя. Здесь он играл в стартовом составе, но команда в сезоне-2011/12 не добилась особых успехов, уступив в чемпионате России на стадии 1/8 финала серию до двух побед харьковскому «Локомотиву».
В сезоне-2012/13 Максим Пантелеймоненко выступал за уфимский «Урал». Из-за травмы ему пришлось на время выбыть из состава команды, а после восстановления конкурировать с другими лидерами команды — Павлом Абрамовым и Алексеем Спиридоновым, но Максим сумел проявить себя эффективными выходами на замену. По итогам сезона он выиграл серебряную медаль чемпионата России. «Урал» также завоевал право представлять Россию в Лиге чемпионов сезона-2013/14, но отказался от участия в связи с отсутствием подходящей инфраструктуры. Также из-за сложного финансового положения клуб покинуло большое количество ведущих игроков, в том числе и Максим.
В сезоне-2013/14 Максим Пантелеймоненко играл в составе «Белогорья», завоевав вместе с командой четыре трофея из пяти возможных — Суперкубок и Кубок России, золото Лиги чемпионов и клубного чемпионата мира, а также стал бронзовым призёром чемпионата Суперлиги. Наиболее успешно лично для Максима сложился «Финал шести» Кубка страны, все матчи которого он начинал в стартовом составе и демонстрировал мощную подачу, исполнив за четыре игры 13 эйсов.
В мае 2014 года Максим Пантелеймоненко перешёл из «Белогорья» в краснодарское «Динамо». С декабря 2015 года, на протяжении почти двух сезонов, не участвовал в матчах команды из-за разногласий с руководством клуба по финансовым вопросам. В сезоне-2017/18 вновь выступал за казанский «Зенит».

## Достижения

### Командные
- Серебряный (2002/03, 2003/04) и бронзовый (2000/01, 2001/02, 2005/06, 2006/07) призёр чемпионатов Украины.
- Обладатель Кубка Украины (2003, 2004, 2006).
- Обладатель Кубка Японии (2007).
- Чемпион России (2009/10, 2010/11, 2017/18).
- Серебряный призёр чемпионата России (2012/13).
- Бронзовый призёр чемпионата России (2013/14).
- Обладатель Кубка России (2009, 2013, 2017).
- Обладатель Суперкубка России (2010, 2013, 2017).
- Победитель Лиги чемпионов (2013/14, 2017/18).
- Финалист Кубка вызова (2012/13).
- Победитель клубного чемпионата мира (2014, 2017).

### Личные
- Лучший игрок чемпионата Украины (2006, 2007).
- Самый результативный игрок «Югры-Самотлора» в чемпионате России (2009).
- Лучший нападающий Кубка России (2009).